# Marshalsea
Marshalsea var ett bysättningshäkte och fängelse för vissa slags förbrytelser i Southwark, London, som fått världsrykte i synnerhet genom Charles Dickens roman "Lilla Dorrit". Marshalsea ligger vid Themsen. Det existerade redan under Edvard III, men upphörde 1849.